# Leśniki (Białogard)
Leśniki [lɛɕˈniki] ist ein Wohnplatz in der Gmina Białogard, in der polnischen Woiwodschaft Westpommern. Er liegt 8 km nördlich von Białogard und 118 km nordöstlich von Stettin.
Im Jahr 2007 hatte die Siedlung 7 Einwohner. Leśniki ist Teil von Pustkowo.